# Плешка, Аурора
Аурора Плешка (рум. Aurora Pleșca; род. 2 сентября 1963, Тимишоара), в девичестве Дарко (рум. Darko) — румынская гребчиха, выступавшая за сборную Румынии по академической гребле в первой половине 1980-х годов. Серебряная призёрка летних Олимпийских игр в Лос-Анджелесе, обладательница бронзовой медали чемпионата мира, победительница и призёрка многих регат национального значения.

## Биография
Аурора Дарко родилась 2 сентября 1963 года в городе Тимишоара, Румыния. На протяжении большей части своей спортивной карьеры выступала на соревнованиях под фамилией мужа Плешка.
Первого серьёзного успеха в гребле на взрослом международном уровне добилась в сезоне 1982 года, когда вошла в основной состав румынской национальной сборной и побывала на чемпионате мира в Люцерне, откуда привезла награду бронзового достоинства, выигранную в зачёте распашных рулевых четвёрок — в финальном решающем заезде пропустила вперёд только команды из Советского Союза и Соединённых Штатов.
В 1983 году выступила на мировом первенстве в Дуйсбурге, однако на сей раз попасть в число призёров не смогла — в программе восьмёрок финишировала пятой.
Благодаря череде удачных выступлений удостоилась права защищать честь страны на летних Олимпийских играх 1984 года в Лос-Анджелесе (будучи страной социалистического лагеря, формально Румыния бойкотировала эти соревнования по политическим причинам, однако румынским спортсменам всё же разрешили выступить на Играх частным порядком). Здесь Плешка стартовала в составе распашного экипажа, куда также вошли гребчихи Марьоара Трашкэ, Дойна Шнеп-Бэлан, Анета Михай, Луча Саука, Камелия Дьяконеску, Михаэла Армэшеску, Адриана Базон и рулевая Вьорика Йожа — в финале восьмёрок пришла к финишу второй позади экипажа из США и тем самым завоевала серебряную олимпийскую медаль. Вскоре по окончании этих соревнований приняла решение завершить спортивную карьеру.